# Phản ứng chuỗi proton-proton

Phản ứng nhánh I proton–proton thống trị trong các ngôi sao kích thước của Mặt Trời hoặc nhỏ hơn

Phản ứng chuỗi proton-proton là một trong hai bộ phản ứng tổng hợp hạt nhân được biết đến qua đó các ngôi sao chuyển đổi hydro thành heli. Nó chiếm ưu thế trong các ngôi sao có khối lượng nhỏ hơn hoặc bằng so với Mặt Trời, trong khi chu trình CNO, phản ứng đã biết khác, được các mô hình lý thuyết đề xuất để chiếm ưu thế trong các ngôi sao có khối lượng lớn hơn khoảng 1,3 lần so với Mặt trời 
Nói chung, phản ứng tổng hợp proton proton chỉ có thể xảy ra nếu động năng (tức là nhiệt độ) của các proton đủ cao để vượt qua lực đẩy tĩnh điện hoặc Coulomb lẫn nhau của chúng.
Ở Mặt trời, các sự kiện sản xuất deuteri rất hiếm. Diproton là kết quả phổ biến hơn nhiều của các phản ứng proton proton bên trong ngôi sao, và các diproton gần như ngay lập tức phân hủy trở lại thành hai proton. Do quá trình chuyển đổi hydro thành helium diễn ra chậm, nên việc chuyển đổi hoàn toàn hydro trong lõi Mặt Trời được tính toán phải mất hơn mười tỷ năm.
Mặc dù thường được gọi là "phản ứng chuỗi proton-proton", nhưng đó không phải là phản ứng dây chuyền theo nghĩa thông thường của từ này (ít nhất không phải là Chi nhánh I - trong nhánh II và III, là sản phẩm, cũng đóng vai trò là chất xúc tác) . Nó không tạo ra các hạt tiếp tục tạo ra phản ứng để tiếp tục (chẳng hạn như neutron phát ra trong quá trình phân hạch). Trên thực tế, tỷ lệ này là tự giới hạn vì nhiệt sinh ra có xu hướng làm giảm mật độ. Tuy nhiên, đó là một chuỗi (như chuỗi phân rã) và phản ứng, hay chính xác hơn là chuỗi phản ứng phân nhánh bắt đầu bằng hai proton kết hợp với nhau và tạo ra deuteri.

## Lịch sử lý thuyết
Giả thuyết cho rằng các phản ứng proton proton là nguyên tắc cơ bản mà Mặt Trời và các ngôi sao khác đốt cháy được Arthur Eddington ủng hộ vào những năm 1920. Vào thời điểm đó, nhiệt độ của Mặt Trời được coi là quá thấp để vượt qua hàng rào Coulomb. Sau sự phát triển của cơ học lượng tử, người ta đã phát hiện ra rằng việc xuyên hầm lượng tử của các proton qua hàng rào đẩy cho phép hợp nhất ở nhiệt độ thấp hơn dự đoán cổ điển.
Mặc dù vậy, vẫn chưa rõ quá trình tổng hợp proton proton có thể tiến hành như thế nào, bởi vì sản phẩm rõ ràng nhất, helium-2 (diproton), không ổn định và gần như ngay lập tức phân tách thành hai proton. Năm 1939, Hans Bethe đề xuất rằng một trong những proton có thể phân hủy bởi bức xạ beta thành một neutron thông qua sự tương tác yếu trong khoảnh khắc ngắn ngủi của phản ứng tổng hợp, làm cho đơteri một sản phẩm quan trọng trong chuỗi. Ý tưởng này là một phần của công việc trong quá trình tổng hợp hạt nhân mà Bethe đã giành giải thưởng Nobel Vật lý năm 1967.

## Phản ứng chuỗi proton proton
Bước đầu tiên trong tất cả các nhánh là sự hợp nhất của hai proton thành deuterium. Khi các proton hợp nhất, một trong số chúng trải qua beta cộng với phân rã, chuyển đổi thành neutron bằng cách phát ra positron và neutrino electron.
| p | + | p | → | 2 1H | + | e+ | + | ν e |
Positron có thể sẽ hủy diệt bằng electron từ môi trường thành hai tia gamma. Bao gồm cả hủy diệt toàn bộ phản ứng có giá trị Q (giải phóng năng lượng) 1,442 MeV.
Phản ứng này cực kỳ chậm do nó được bắt đầu bởi lực hạt nhân yếu. Trung bình proton trong lõi của Mặt trời đã chờ 9 tỷ năm trước khi nó hợp nhất thành công với proton khác. Không thể đo mặt cắt của phản ứng này bằng thực nghiệm vì các thang đo thời gian dài này.
Sau khi được hình thành, deuterium được tạo ra trong giai đoạn đầu tiên có thể hợp nhất với một proton khác để tạo ra ánh sáng đồng vị của helium, 3
He
:
| 2 1D | + | 1 H | → | 3 2He | + | γ | + | 549 MeV |
Quá trình này, qua trung gian là lực hạt nhân mạnh chứ không phải lực yếu, cực kỳ nhanh khi so sánh với bước đầu tiên. Người ta ước tính rằng, trong các điều kiện trong lõi của Mặt trời, mỗi hạt nhân đơteri mới được tạo ra chỉ tồn tại trong khoảng bốn giây trước khi nó được chuyển đổi thành He-3.